# Kneippbyn
Kneippbyn er en kur- og bade- og turistby på den svenske ø  Gotland i Botniske Bugt. Den ligger på Gotlands vestkys omkring tre kilometer syd for Visby.
Byen er kendt for huset, der var  Villa Villekulla i indspilningerne af filmene med  Pippi Langstrømpe.

## Historie
Kneippbyns navn stammer fra Sebastian Kneipp. I året 1907 indkøbte Karl Kallenberg jord for at grundlægge et kursted i overensstemmelse med Kneipps retningslinjer, som fik navnet Kneippbyn. I 1950- og 1960'erne fandtes ingen overnatningsmuligheder i Kneippbyn, ud over de boliger som blev udlejet i de klassiske parcelhuse: Lægeparcelhuset, Troldespidsen med flere. Fra midten af 1960'ernes udvikledes til nutidens turistanlæg. Huset som nu er forretning var tidligere en kaffehytte, som blev flyttet fra klippetoppen til sit nuværende sted i slutningen af 1960'erne.

## Aktiviteter
Kneippbyn er nu et af de mest kendte turistanlæg på Gotland. Der findes hoteller, hytter, lejligheder og femstjernet campingplads. På området findes både sommer- og vandlande med mange aktiviteter. Et ganske stort vandland med otte pools og seksten vandrutchebaner ligger inden for samme område.  I området ligger også  den villa, Villa Villekulla som blev brugt  ved filmatiseringen av Astrid Lindgrens bøger om Pippi Langstrømpe.